# Lars-Erik Bengtsson
Lars-Erik Bengtsson   (municipi de Solna, 28 de maig de 1942) és un nedador suec, ja retirat, especialista en estil lliure, que va competir a finals de la dècada de 1960.
El 1960 va prendre part en els Jocs Olímpics d'Estiu de Roma, on va disputar dues proves del programa de natació. Fou sisè en els 4x200 metres lliures, mentre en els 1.500 metres lliures quedà eliminat en sèries.
En el seu palmarès destaca una medalla d'or al Campionat d'Europa de natació de 1962, així com nou campionats nacionals en piscina llarga i quatre en piscina curta, entre 1959 i 1962.